# 狼よ落日を斬れ
『狼よ落日を斬れ 風雲篇・激情篇・怒濤篇』（おおかみよらくじつをきれ）は、松竹配給、三隅研次監督、高橋英樹主演により、1974年（昭和49年）9月21日に封切られた日本映画の時代劇、池波正太郎の「その男」と「人斬り半次郎」を映像化した作品で、三隅の遺作映画である。沖田役の西郷輝彦が最後のシーンで着た着物は、監督の三隅が自ら染めて仕上げたものであるという。

## あらすじ
無外流の使い手・元幕臣の杉虎之助（高橋英樹）、天然理心流の使い手・新撰組の沖田総司（西郷輝彦）、心形刀流の使い手・幕臣の伊庭八郎（近藤正臣）、示現流の使い手・薩摩藩の中村半次郎（緒形拳）の4人は、幕末の京都で知り合い、友人となる。しかし、時代の流れは彼ら4人に悲しい運命を辿らせていく。

## スタッフ
- 監督：三隅研次
- 制作：三嶋与四治、猪股堯、小林久三
- 原作：池波正太郎（『その男』『人斬り半次郎』）
- 脚本：国弘威雄、三隅研次
- 撮影：小杉正雄
- 音楽：伊福部昭
- 美術：梅田千代夫
- 録音：小林英男
- 調音：小尾幸魚
- 調音効果：中村武雄
- 照明：三浦礼
- 編集：杉原よ志
- 監督助手：増田彬
- 装置：森勇
- 装飾：印南昇
- 進行：福山正幸

## キャスト
杉虎之助関連
- 杉虎之助：高橋英樹
- 礼子（虎之助の妻）：松坂慶子
- 山口金五郎（虎之助の叔父）：佐野浅夫
- 池本茂兵衛（虎之助の師）：田村高廣
- 杉平右衛門（虎之助の父）：内藤武敏

中村半次郎関連
- 中村半次郎（後の桐野利秋、薩摩藩士）：緒形拳
- 法秀尼（半次郎の愛人）：太地喜和子
- 村田以喜蔵（半次郎の配下、薩摩藩士）：藤岡重慶
- 西郷隆盛：辰巳柳太郎

伊庭八郎関連
- 伊庭八郎：近藤正臣
- つや（八郎の妻）：本阿弥周子
- 相沢伝七郎（八郎の道場を破門された侍）：峰岸隆之介（峰岸徹）

沖田総司関連
- 沖田総司：西郷輝彦
- 近藤勇：和崎俊哉

その他
- 東郷直二：今井健二
- 平五郎：安部徹
- 早川英助：福田豊土
- 長太郎：西川ヒノデ
- 新井忠司：神太郎
- お浜：青木千里
- 狂女：笠原玲子
- お峰：谷口香
- 床屋の客：坂上二郎